# 全国大会党 (苏丹)
全国大会党（阿拉伯语：‎）是苏丹的一个已不存在的政党，曾是执政党。

2010年苏丹大选中全国大会党使用的党徽，2011年南苏丹独立后去除南苏丹部分。

## 历史
该党的前身是全国伊斯兰阵线，由穆斯林兄弟会演变而来。1989年6月30日奥马尔·巴希尔通过军事政变上台，成为执政党，苏丹开始实行伊斯兰教法。
1998年，全国伊斯兰阵线更名为全国大会党。1999年10月，全国大一大召开。巴希尔当选党主席，哈桑·阿卜杜拉·图拉比担任秘书长。
1999年，时任议会议长的图拉比提出了一项议案，试图减少总统的权力。巴希尔随后宣布解散国会，进入紧急状态，两人正式决裂。2000年6月，全国大召开协商委员会会议，决定免去图拉比秘书长职务。2000年9月，易卜拉欣·艾哈迈德·奥马尔出任全国大秘书长。
2005年11月，全国大二大召开，会议选举出新一届领导局成员。巴希尔连任党主席，塔哈、纳菲阿、里亚克三人当选全国大副主席。
2009年10月，全国大三大召开，巴希尔再度连任党主席。
该党的意识形态为伊斯兰教教义、泛阿拉伯主义、民族主义和保守主义。
在2019年苏丹政变之后，全国大会党于2019年4月11日解散。